# Michael Möllenbeck
Michael Friedrich Möllenbeck (* 12. Dezember 1969 in Wesel; † 2. November 2022 ebenda) war ein deutscher Leichtathlet und Olympiateilnehmer, der ab Ende der 1990er Jahre zu den weltbesten Diskuswerfern gehörte.
Möllenbecks Karriere begann mit einem Eklat, als er 1994 bei einem Trainingslager im portugiesischen Albufeira angetrunken randalierte. Er wurde ein halbes Jahr aus der Trainingsgruppe verbannt und zerstritt sich hierüber mit seinem Kollegen Lars Riedel; diese Fehde hielt bis zu seinem Karriereende an. Nach seiner Rückkehr etablierte sich Möllenbeck als einer der besten Diskuswerfer. Seine größten Erfolge sind die Bronzemedaillen bei den Leichtathletik-Weltmeisterschaften 2001 (67,61 m) und 2005 (65,95 m). In den Jahren 2002, 2004 und 2005 wurde er jeweils Deutscher Meister.
Möllenbeck hatte ein weiteres erfolgreiches Jahr 2002, als er Sieger im Europacup-Finale wurde. Ein Medaillenerfolg gelang ihm als Dritter der Europameisterschaften 2002 (66,37 m). Auch 2004 wurde er Europacup-Sieger. Er startete auch bei den Olympischen Spielen der Jahre 1996, 2000 und 2004 sowie den Leichtathletik-Weltmeisterschaften der Jahre 1995, 1999 und 2003, jedoch ohne Medaillenrang.
Möllenbeck gehörte bis 1996 Eintracht Frankfurt an, von 1997 bis 1998 dem SC Magdeburg und ab 1999 dem TV Wattenscheid 01, wo er bei Miroslaw Jasinski trainierte. Er war 2,00 m groß und wog 120 kg. Im Jahr 1996 heiratete er die Diskuswerferin Anja Gündler, 2002 wurde er Vater einer Tochter. Er war gelernter Bürokaufmann und SAP-Programmierer.
Er starb am 2. November 2022 im Alter von 52 Jahren.
Seine Bestleistung im Diskuswurf betrug 67,64 Meter.

## Erfolge
- 5. Platz Europameisterschaften Göteborg 2006
- 3. Platz Deutsche Meisterschaften 2006
- 3. Platz Weltmeisterschaften Helsinki 2005
- Deutscher Meister 2005
- 2. Platz Europacup 2005
- Deutscher Meister 2004
- Europa-Cup Sieger 2004
- 5. Platz Weltmeisterschaften Paris 2003
- Deutscher Vizemeister 2003
- 3. Platz Europameisterschaften 2002
- Deutscher Meister 2002
- Deutscher Vizemeister 2001
- 3. Platz Weltmeisterschaften Edmonton 2001
- Teilnehmer Olympische Spiele 2000
- 3. Platz Deutsche Meisterschaften 2000
- 6. Platz Weltmeisterschaften Sevilla 1999
- 3. Platz Deutsche Meisterschaften 1999
- 4. Platz Deutsche Meisterschaften 1998
- 4. Platz Deutsche Meisterschaften 1997
- Teilnehmer Olympische Spiele 1996
- Deutscher Vizemeister 1996
- Teilnehmer Weltmeisterschaften 1995
- Deutscher Vizemeister 1995